# Batracharta divisa
Batracharta divisa är en fjärilsart som beskrevs av Alfred Ernest Wileman 1914. Batracharta divisa ingår i släktet Batracharta och familjen nattflyn. Inga underarter finns listade i Catalogue of Life.